# Tephrina mesographa
Tephrina mesographa là một loài bướm đêm trong họ Geometridae.